# Via Salaria

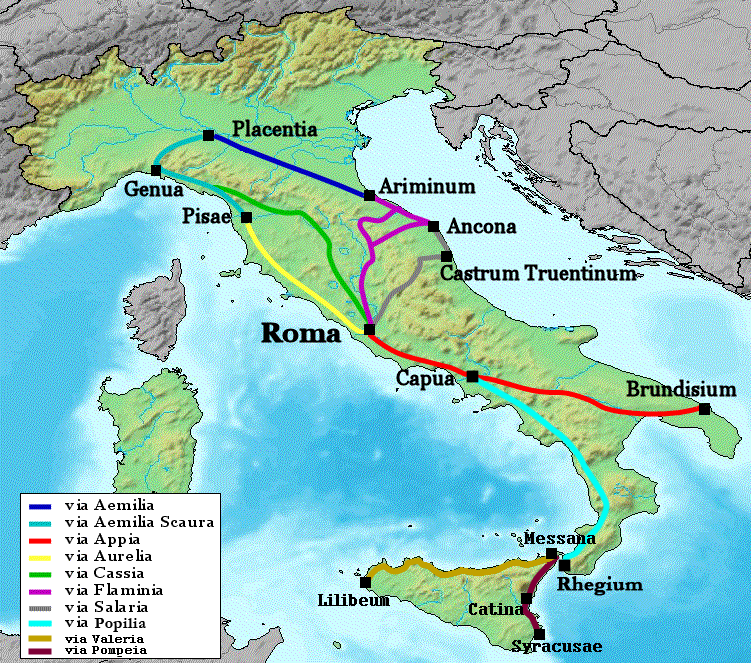
Római utak térképe

A Via Salaria az antik Róma egyik főútja volt, amely a Porta Salariánál hagyta el a várost, és Castrum Truentinumba tartott (az Adriai-tenger partján, Rómától 242 kilométerre) Reatén (a mai Rieti) és Asculumon (Ascoli Piceno) keresztül.

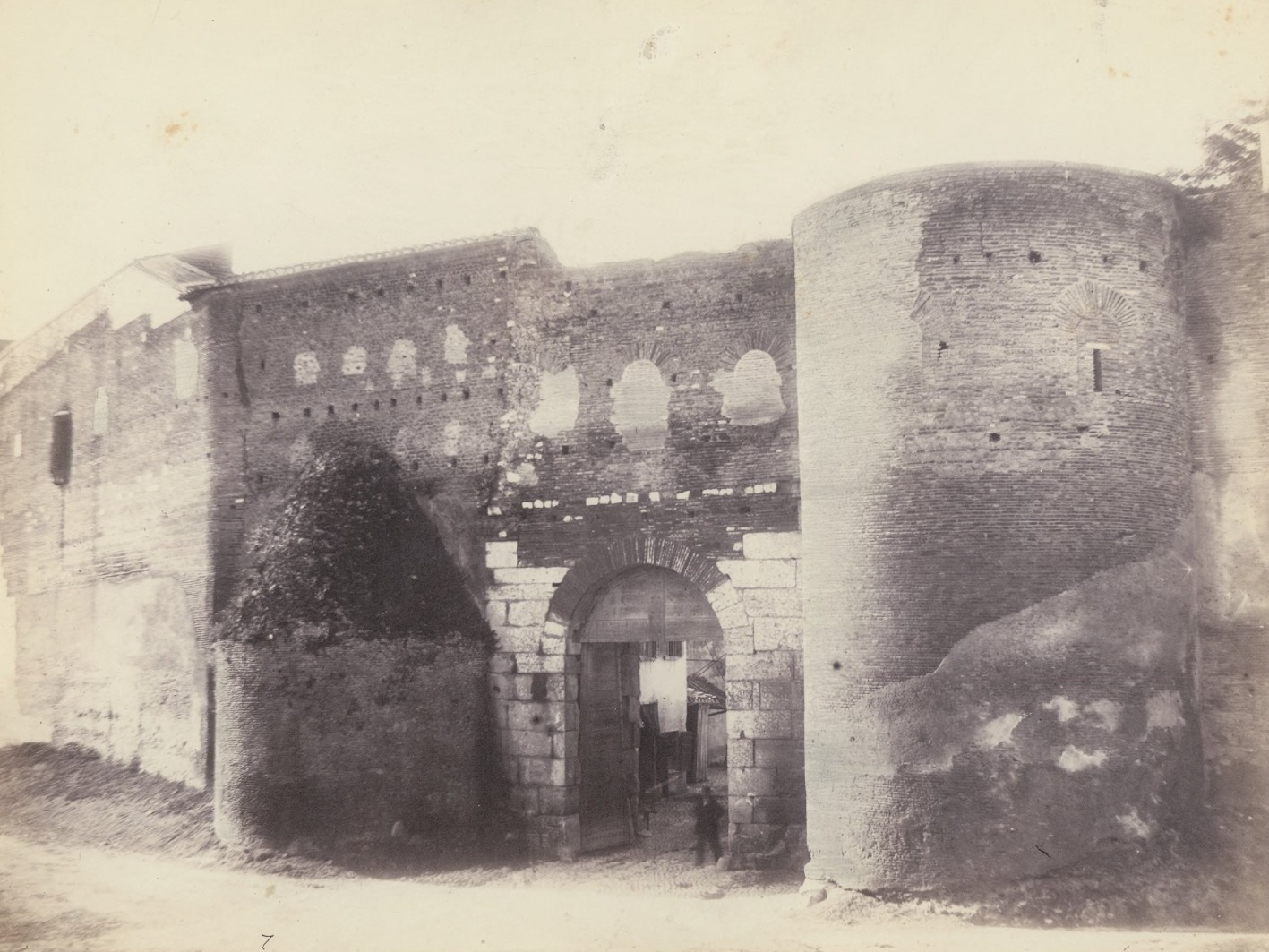
Az 1873-ban lerombolt római Porta Salaria kapu

A Via Salaria a latin "só" szónak köszönheti a nevét. Ez volt az az út, amelyen keresztül a szabinok sóért jártak a Tiberis (Tevere) torkolatvidékéhez. Vannak olyan történészek, akik szerint maga Róma is a sókereskedelemnek köszönheti megalapítását. A Salaria néhány hegyi szakasza máig fennmaradt.
Más ókori utak, amelyek Rómából indultak: Via Appia (dél felé), Via Aurelia (a mai Franciaország felé), Via Cassia (a mai Toszkána felé), Via Flaminia (Ariminum felé).